# Островки (городской округ город Тула)
Островки — деревня в Тульской области России.
В рамках административно-территориального устройства входит в состав Зайцевского сельского округа Ленинского района, в рамках организации местного самоуправления входит в городской округ город Тула.

## География
Деревня находится в центральной части Тульской области, в зоне хвойно-широколиственных лесов, в пределах северо-восточной части Среднерусской возвышенности, к востоку от автодороги 70К-250, на расстоянии примерно 15 километров (по прямой) к западо-юго-западу от города Тулы, административного центра округа и области.

### Климат
Климат характеризуется как умеренно континентальный, с умеренно холодной снежной зимой и относительно тёплым летом. Среднегодовая многолетняя температура воздуха составляет +3,7 — +4,2 °С. Средняя температура воздуха самого холодного месяца (января) — −10 °C (абсолютный минимум — −42 °C), средняя температура самого тёплого (июля) — +18,4 °С (абсолютный максимум — +38 °C). Вегетационный период длится в среднем 180 дней. Среднегодовое количество атмосферных осадков составляет 545 мм, из которых большая часть (около 70 %) выпадает в тёплый период. Снежный покров держится в течение 135 дней. В течение года в розе ветров преобладают ветры юго-западных и западных направлений. Скорость их колеблется в пределах от 3,2 до 4,8 м/с.

### Часовой пояс
Деревня Островки, как и вся Тульская область, находится в часовой зоне МСК (московское время). Смещение применяемого времени относительно UTC составляет +3:00.

## История

### Владельцы
По переписи 1678 г. Островками владел Иван Никифоров сын Махов.
По переписям 1709, 1719 и 1727 г. владельцем был стольник Иван Денисов сын Данилов (наряду с соседними селениями Ревякино и Нефедово).
В 1730-е гг. Островки переходят во владение рода Епишковых примерно до 1780-х гг. (брат Ивана, Афанасий Денисович Данилов, был женат на Марии Епишковой). По состоянию на 1731 г. принадлежали Севостьяну Петровичу Епишкову.

### Административное положение
В начале 18 века сельцо Островки входило в Тульский уезд, Заупский стан.

## Население
| 2010 |
| ---- |
| 0    |

### Национальный состав
Согласно результатам переписи 2002 года в деревне проживал один житель русской национальности.